# 율리아나 (네덜란드)
율리아나(네덜란드어: Juliana, 1909년 4월 30일 ~ 2004년 3월 20일)는 네덜란드의 여왕(1948년 ~ 1980년)이다.

## 생애
1909년 4월 30일 헤이그의 노르트아인더 궁전에서 빌헬미나와 메클렌부르크슈베린의 헨드릭 사이의 외동딸로 태어나 어린 시절에 어머니의 뒤를 잇는 훈련을 받은 뒤 왕궁에서 날마다 교실에 출석했고 이후에 레이덴대학교에 입학하여 명예학위를 취득했다.
그리고 18세 생일에 국가 회의의 의원에 선출된 뒤 1937년 리페비스터펠트의 베른하르트와 결혼하여 네 명의 딸을 낳았고 제2차 세계대전 동안에 독일군이 네덜란드를 점령하자 율리아나와 그녀의 딸들은 1940년부터 1945년까지 캐나다에 망명하여 살았으며 그녀의 셋째 딸은 거기서 태어났다고 한다.
1948년 어머니 빌헬미나가 건강 악화로 여왕 자리에서 물러나자 몇 달간 섭정으로 지내다가 여왕으로 즉위한 후 국내적으로는 사회복지에 힘을 썼으며 대외적으로는 현재의 퀴라소인 네덜란드령 안틸레스를 자치령으로 삼았다.
1980년 71세의 나이로 퇴위한 이후 장녀인 베아트릭스가 그녀의 뒤를 이었으며 2004년 3월 20일 향년 94세를 일기로 바른의 수스트데이크 궁전에서 생애를 마쳤다.

## 여담
1944년 신트마르턴을 방문했을 당시 율리아나의 신분은 공주였으며 그녀를 기리기 위해 공항명을 프린세스 줄리아나 국제공항으로 개칭했는데 이 공항은 현재까지도 세계에서 가장 위험한 공항 중 하나로 손꼽히고 있다.

## 자녀
| 사진 | 이름                     | 생일                  | 사망                  | 기타               |
| ---- | ------------------------ | --------------------- | --------------------- | ------------------ |
|      | 베아트릭스               | 1938년 1월 31일(87세) | 생존                  | 네덜란드 여왕, 3남 |
|      | 네덜란드 공주 이레너     | 1939년 8월 5일(85세)  | 생존                  | 2남 2녀            |
|      | 네덜란드 공주 마르흐릿   | 1943년 1월 19일(82세) | 생존                  | 4남                |
|      | 네덜란드 공주 크리스티나 | 1947년 2월 18일       | 2019년 8월 16일(72세) | 2남 1녀            |